# Liste des prix de Rome en gravure
Cette page recense les lauréats du prix de Rome en gravure.
Le prix de gravure en taille-douce a été créé en 1804 : en principe, le concours de gravure en taille douce a lieu tous les deux ans et, pour le prix de gravure en médaille et pierre fine ouvert l'année suivante (mais qui dépendait sous l'Ancien régime du prix de sculpture), tous les quatre ans. Ils sont supprimés en 1968 par décision d’André Malraux, ministre de la Culture.
Toutefois, on trouve mention d'un prix en 1668 pour Première conquête de la Franche-Comté par Leclère, graveur sur un dessin, « troisième prix, [qui] dessinera gratuitement pendant un an et [sera] envoyé à Rome car Jean Jouvenet avait exécuté l'un de ses dessins en tableau ».

## XIXesiècle
- 1804 - Gravure en taille douce, Une académie d'après nature, Claude-Louis Masquelier premier prix[2],[3] et Jean-Jacques Avril deuxième prix
- 1805 - Gravure en médaille, Le Génie de la gravure présente un cachet à l'Empereur, qui lui donne une couronne, Nicolas-Pierre Tiolier premier prix
- 1806 - Gravure en taille douce, Académie gravée, Théodore Richomme premier prix[3] et Jean-Louis Potrelle deuxième prix
- 1809 - Gravure en médaille et pierre fine, Mars suivi de la Victoire, Jacques-Édouard Gatteaux premier grand prix de gravure en médailles[4],[3], Étienne-Jacques Dubois et Julien-Marie Jouannin deuxièmes prix. Gravure en taille douce, Académie gravée, Claude-Marie-François Dien premier prix et François Forster deuxième prix
- 1810 - Gravure en médaille et pierre fine, Ulysse reconnu par son chien, Durand premier prix et Joseph François Domard deuxième prix. Gravure en taille douce, Académie gravée, Armand Corot deuxième prix.
- 1811 - Gravure en taille douce, Académie gravée, Armand Corot premier prix et Jean-Louis-Toussaint Caron deuxième prix
- 1812 - Gravure en taille douce, Académie gravée, Benjamin-Eugène Bourgeois premier prix et Henri-Charles Moller deuxième prix. Gravure en médaille, L'Hercule français, Auguste-François Michaut deuxième prix
- 1813 - Gravure en médaille et pierre fine, Thésée relève la pierre sous laquelle son père avait caché ses armes, Henri-François Brandt premier prix, Augustin Caunois et Joseph-Silvestre Brun deuxièmes prix, Antoine Desboeufs et Jean-Joseph Capucci troisièmes prix
- 1814 - Gravure en taille douce, Académie gravée, François Forster premier grand prix[4],[3], Louis Léopold Robert second grand prix de gravure en taille-douce. Gravure en médaille et pierre fine, Guerrier saisissant ses armes sur l'autel de la pairie, Antoine Desboeufs premier prix et Jacques-François Walcher deuxième prix
- 1815 - Gravure en médaille, Mort d'Ajax, Georges Jacquot troisième prix
- 1816 - Gravure en taille douce, Académie gravée, Joseph Coiny premier prix et Alexandre-Vincent Sixdeniers deuxième prix
- 1817 - Gravure en médaille et pierre fine, Androclès et le lion, Joseph-Silvestre Brun premier prix
- 1818 - Gravure en taille douce, Académie gravée, Benoît Taurel premier prix[4],[3], Constant-Louis-Antoine Lorichon deuxième prix et Louis-Pierre Henriquel-Dupont troisième prix[1]
- 1819 - Gravure en médaille, Milon de Crotone attaqué par un lion, Ursin-Jules Vatinelle premier prix, Jacques-Augustin Dieudonné deuxième prix et Antoine-Louis Barye troisième prix
- 1820 - Gravure en taille douce, Académie gravée, Constantin-Louis-Antoine Lorichon premier grand prix[4], Antoine François Gelée et Jean-Louis Delaistre deuxièmes prix
- 1823 - Gravure en médaille, Paris lançant la flèche dont il blesse Achille au talon, Joseph-Arsène-Théodore-Lefèvre Dubourg et Louis Brenet deuxièmes prix
- 1824 - Gravure en taille douce, Académie gravée d'après nature, Antoine François Gelée premier prix[4],[3]
- 1826 - Gravure en taille douce, Académie gravée d'après nature, Pierre François Eugène Giraud premier prix[3] et Achille-Louis Martinet second grand prix de gravure en taille-douce
- 1827 - Pas de concours de gravure eu médaille et pierre fine, faute de concurrents[1]
- 1828 - Gravure en taille douce, Académie d'après nature, Joseph-Victor Vibert premier prix, Jean-Claude Clavey deuxième prix et Amédée Félix Barthélemy Geille troisième prix
- 1830 - Gravure en taille douce, Académie d'après nature, Achille-Louis Martinet premier grand prix de gravure en taille-douce[4] et Louis Adolphe Salmon deuxième prix
- 1831 - Gravure en médaille et pierre fine, Œdipe expliquant l'énigme du sphinx, Eugène-André Oudiné grand prix de gravure en médailles[4],[3] et Jacques-Auguste Fauginet deuxième prix
- 1832 - Gravure en taille douce, Académie gravée d'après nature, Amédée Félix Barthélemy Geille deuxième prix
- 1834 - Gravure en taille douce, Académie gravée d'après nature, François Augustin Bridoux premier grand prix[3], ex æquo avec Louis Adolphe Salmon[4]
- 1835 - Gravure en médaille et pierre fine, Romulus portant les dépouilles opimes, Jean-Baptiste Farochon premier grand prix de gravure en médailles[4],[3]
- 1836 - Gravure en taille douce, Académie d'après nature, pas de premier prix, Louis-Auguste Darodes deuxième prix[5]
- 1838 - Gravure en taille douce, Académie d'après nature, Charles-Victor Normand et Victor Florence Pollet[4],[3] premiers grand prix ex æquo, Auguste-Thomas-Marie Blanchard et Charles-Joseph Rousseau deuxièmes prix, Joseph-Victor Viber premier grand prix[4] ?
- 1839 - Gravure en médaille et pierre fine, Hercule étouffant Antée, André Vauthier premier grand prix de gravure en médailles[4],[3] et Jean-François-Charles-André Flacheron deuxième prix
- 1840 - Gravure en taille douce, Académie gravée, Jean-Marie Saint-Ève premier grand prix[4],[3]
- 1842 - Gravure en taille douce, Académie d'après nature, Louis-Désiré-Joseph Delemer premier prix et Ange-Arthur-Sylvain Collier deuxième prix
- 1843 - Gravure en médaille et pierre fine, Arion sauvé des flots, Louis Merley premier grand prix, seul concurrent
- 1844 - Gravure en taille douce, Académie gravée d'après nature, Jean-Ernest Aubert premier grand prix[4],[3] et Joseph-Gabriel Tourny deuxième prix
- 1846 - Gravure en taille douce, Académie gravée d'après nature, Joseph-Gabriel Tourny premier prix[4],[3] et Auguste Lehmann deuxième prix
- 1847 - Prix de gravure en médaille et pierre fine, renvoyé à 1848 par décision de l'Académie[1]
- 1848 - Gravure en taille douce, Académie d'après nature, Jacques Martial Deveaux premier prix[4],[3]. Gravure en médaille et pierre fine, Mercure formant le caducée, Louis-Félix Chabaud premier grand prix de gravure en médailles[4],[3] et Guillaume Bonnet deuxième prix
- 1850 - Gravure en taille douce, Académie d'après nature, Gustave-Nicolas Bertinot premier prix et Jean-Baptiste Danguin deuxième prix
- 1851 - Gravure en médaille et pierre fine, Neptune fait naître le cheval, pas de premier prix, Henri-Michel-Antoine Chapu deuxième prix
- 1852 - Gravure en taille douce, Académie gravée d'après nature, Charles Bellay premier prix et Claude-Ferdinand Gaillard deuxième prix
- 1854 - Gravure en taille douce, Académie d'après nature, Joseph-Paul-Marius Soumy premier prix[4],[3] et Joseph-Alfred Annedouche troisième prix
- 1855 - Gravure en médaille et pierre fine, Guerrier mourant sur l'autel de la patrie, Alphée Dubois premier grand prix[3], François Joseph Hubert Ponscarme second grand prix et François-Antoine Zoegger troisième prix
- 1856 - Gravure en taille douce, Académie d'après nature, Claude-Ferdinand Gaillard premier prix, Henri-Joseph Dubouchet deuxième prix et Charles-Eugène Thibault mention honorable
- 1860 - Jean Lagrange premier grand prix de gravure en médailles et Jules-Clément Chaplain second prix de gravure en médailles
- 1861 - Jules-Clément Chaplain premier grand prix de gravure en médailles[3]
- 1866 - Charles-Jean-Marie Degeorge premier grand prix de gravure en médailles, Auguste Laguillermie, grand prix de gravure en taille douce
- 1868 - Daniel Dupuis second prix de gravure en médailles, Charles Albert Waltner grand prix de gravure en taille douce (nommé pour quatre années)[3]
- 1869 - Médailles et pierres fines : Émile Soldi dit Arthur Sodyck premier grand prix graveur en médaille (La Fortune et l'Enfant), Daniel Dupuis premier accessit et Oscar Roty mention[6]
- 1870 - Gravure en taille douce, Achille Jacquet grand prix[7]
- 1872 - Gravure en taille douce, Louis Boutelié grand prix ; Daniel Dupuis premier grand prix de gravure en médailles[3] et Oscar Roty second grand prix
- 1875 - Oscar Roty grand prix[3]
- 1878 - Médailles et pierres fines : Caïn maudit entendant la voie de l'Éternel qui lui reproche le meurtre de son frère Louis-Alexandre Bottée premier grand prix[3] et Henri Alfred Auguste Dubois second grand prix. Taille douce : Charles Théodore Deblois premier grand prix[3], Edmond-Achille Rabouille second grand prix et Henri-Félix Vion mention honorable[8]
- 1880 - Jean-Émile Buland premier grand prix et Emmanuel Hannaux premier second grand prix
- 1881 - Henri-Auguste-Jules Patey premier grand prix de gravure en médailles et Frédéric de Vernon second grand prix
- 1883 - William Barbotin premier grand prix[3]
- 1884 - Abel Mignon premier second grand prix[9]
- 1886 - Gravure en taille douce, Jean Patricot, premier grand prix, Eugène Marie Louis Chiquet mention
- 1887 - Frédéric de Vernon grand prix[3]
- 1888 - Gravure en taille douce, Henri Le Riche premier prix, Eugène Marie Louis Chiquet premier second grand prix[10],[11], deuxième second grand prix Jules Alphonse Deturck[12], dit Julien Deturck
- 1890 - Charles Pillet grand prix
- 1892 - Gravure en taille douce : Antoine Dezarrois grand prix. Gravure : Hippolyte Lefebvre grand prix, Arthur Mayeur deuxième second grand prix
- 1893 - Marie-Alexandre-Louis Coudray grand prix de gravure en médailles[3]
- 1894 - Arthur Mayeur premier second prix de gravure en taille douce
- 1896 - Arthur Mayeur premier grand prix en taille douce, Georges Dupré premier grand prix de gravure en médaille[3], Lucien Pénat premier second grand prix et Georges-Albert Bessé deuxième second grand prix
- 1898 - Jean Coraboeuf premier prix de gravure[3] ; Edmond-Jules Pennequin, second grand prix[13].
- 1899 - René Grégoire grand prix[3]
- 1900 - Jean Antonin Delzers grand prix[14]

## XXesiècle
- 1902 - Lucien Pénat Étude d'après nature d'un homme debout, main gauche sur la hanche et main droite légèrement relevée, 1er grand prix en gravure. - Pierre-Victor Dautel 1er grand prix de gravure en médailles et pierres fines[3].
- 1903 - Eugène Piron
- 1904 - Louis Busière 1er grand prix[3].
- 1905 - Julien-Louis Mérot 1er grand prix de gravure en médailles et pierres fines. - Georges Armand Vérez 2e grand prix - Paul-Marcel Dammann - 2e grand prix[15].
- 1906 - Henry Cheffer, Raoul Serres.
- 1908 - Médailles et pierres fines : Henry Dropsy 2e grand prix de gravure en médailles et pierres fines[16]. - Jules Piel 2e grand prix de gravure en taille-douce.
- 1910 - Jules Piel 1er grand prix de gravure en taille-douce[3].
- 1912 - André Maillart 1er grand prix de gravure en taille-douce[17].
- 1912 - Omer Bouchery 1er Second grand prix
- 1911 - Lucienne Heuvelmans grand prix de sculpture. Elle est la première femme lauréate du grand prix de Rome.
- 1914 - André Lavrillier grand prix de gravure en médailles[18]
- 1914 - René Buthaud 2e grand prix de gravure en taille-douce.
- 1919 - Gaston Lavrillier Premier grand prix de gravure en médailles[18]
- 1919 - Albert Decaris[3]
- 1920 - Pierre Turin, Premier grand prix de gravure en médailles[19] ; Pierre Matossy ; Deuxième second grand prix, Georges Degorce[20]
- 1921 - Pierre Gandon 1er grand prix de gravure en taille-douce.
- 1922 - Raymond-Jacques Brechenmacher 1er grand prix en gravure[3].
- 1923 - Lucien Bazor 1er grand prix de gravure en médailles et pierres fines[3].
- 1928 - 
  - Robert Cami 1er grand prix de Rome de gravure en médailles et pierres fines[3].
  - Charles-Émile Pinson, Salambô, 1er grand prix de gravure en taille douce. - Paul Lemagny 2e grand prix de gravure en taille douce.
- 1929 - Aleth Guzman-Nageotte 1er grand prix de gravure en médailles et pierres fines. - Louis Muller 2e grand prix de gravure en médailles et pierres fines.
- 1930 - Jules Henri Lengrand
- 1932 - Louis Muller 1er grand prix de gravure en médailles et pierres fines.
- 1934 - Paul Lemagny, Oreste poursuivi par les Érinyes, 1er grand prix de gravure en taille douce[21];
- 1935 - Albert de Jaeger 1er grand prix de gravure en médailles et pierres fines[3].
- 1936 - Jacques Derrey, 1er grand prix de gravure en taille douce - Jean Chaudeurge 2e grand prix de gravure.
- 1942 - Raymond Joly 1er grand prix de gravure en médailles et pierres fines. - Jean-Louis Viard 2e grand prix de gravure en taille douce.
- 1945 - Raymond Tschudin 1er grand prix de gravure en médailles et pierres fines[3]. et Max Leognany, Vénus anadyomène.
- 1946 - Paul Guimezanes 1er grand prix de gravure en taille douce.
- 1948 - Jean Delpech grand prix de gravure en taille-douce[3].
- 1950 - Georges Arnulf 1er grand prix de gravure en taille-douce. - René Quillivic 2e grand prix de gravure en taille-douce[22].
- 1951 - Daniel Flourat, deuxième second Prix en gravure de médaille
- 1952 - Claude Durrens[3]
- 1954 - Jacques Devigne 1er grand prix de gravure en médailles et pierres fines - Émile Rousseau 2e grand prix de gravure en médailles et pierres fines.
- 1957 - Émile Rousseau 1er grand prix de gravure en médailles et pierres fines[3].
- 1958 - Maurice Chot-Plassot
- 1960 - Jean Asselbergs 1er grand prix de gravure en médailles et pierres fines. - Pierre Béquet 1er grand prix de gravure en taille douce.
- 1961 -
- 1962 -
- 1963 - Janine Boyer grand prix de gravure en médaille
- 1963 - Michel Baduel 1er Second grand prix de Rome de gravure en médaille
- 1964 - Brigitte Courmes 1er grand prix en taille douce[3].
- 1965
- 1966 - Jean-Pierre Velly, La Clef des songes, 1er grand prix en taille douce[3].
- 1967 -
- 1968 - Sujet : La Belle Magicienne. Michel Henri Viot, 1er grand prix en taille douce. Daniel Garaud premier second grand prix et Joël Roche, deuxième second grand prix.

Reçus à la Villa Médicis.
- 1969 -
- 1970 -
- 1971 -
- 1972 - Simone Langlois avec Inconsolable Privation
- 1973 - 1975 - Alain Suby sous la Direction de Balthus[3].